# Alternanter
Alternanter (Alternanthera) är ett släkte av amarantväxter. Alternanter ingår i familjen amarantväxter.

## Bildgalleri

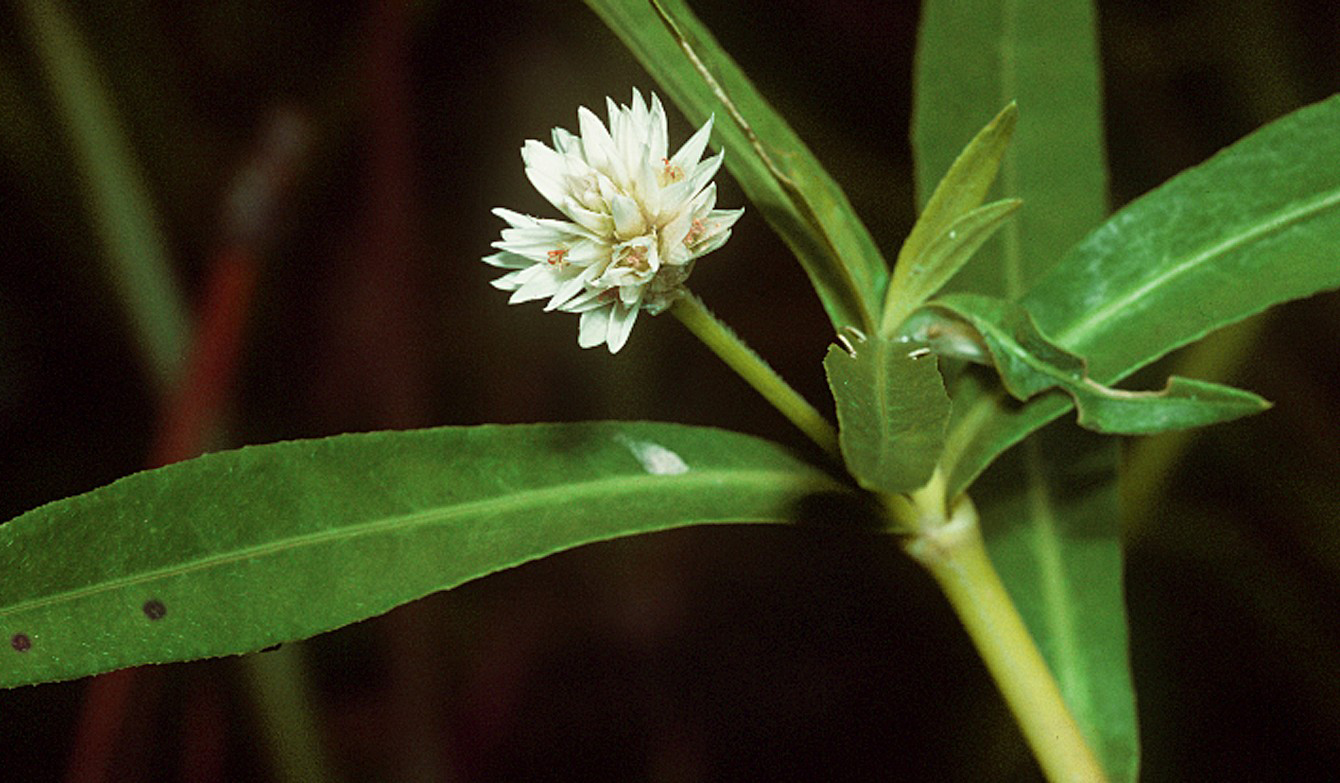
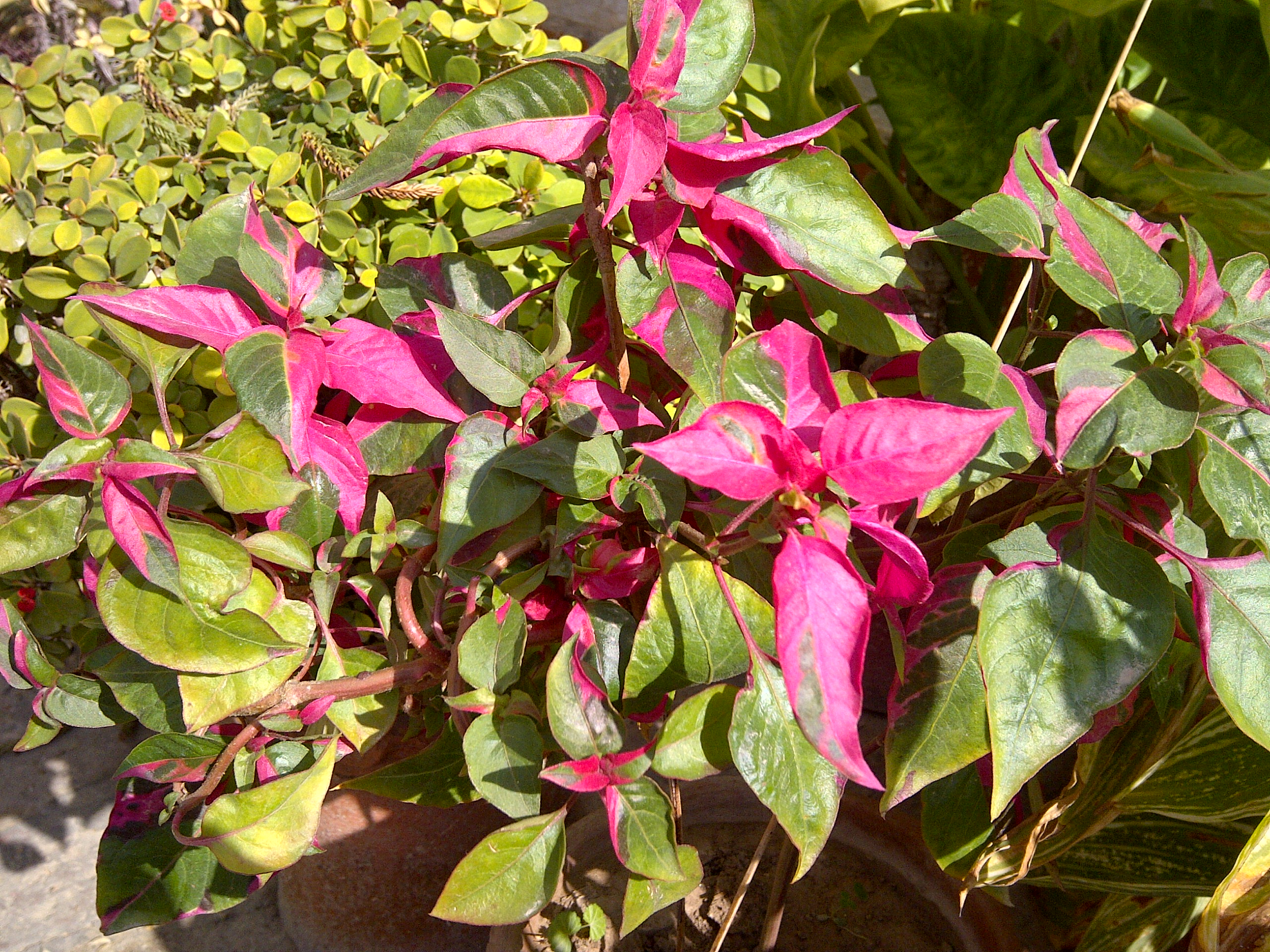
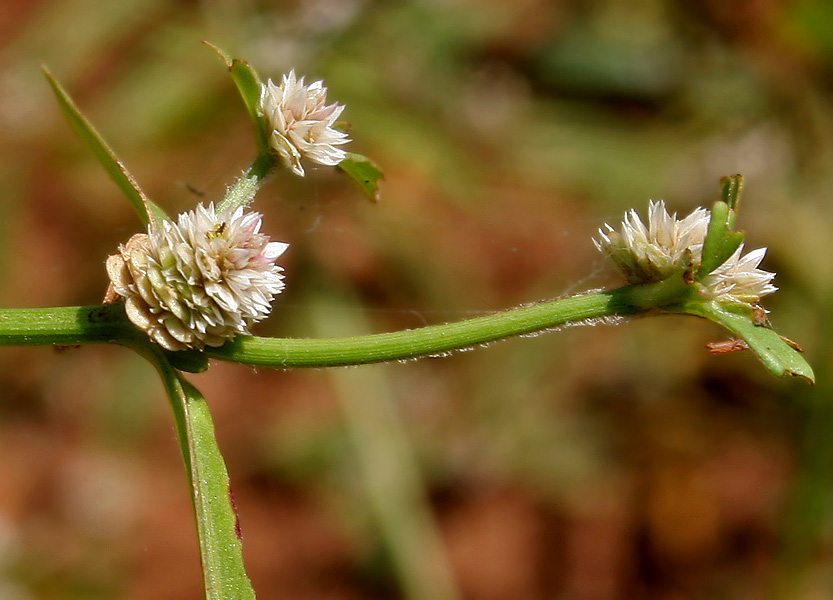
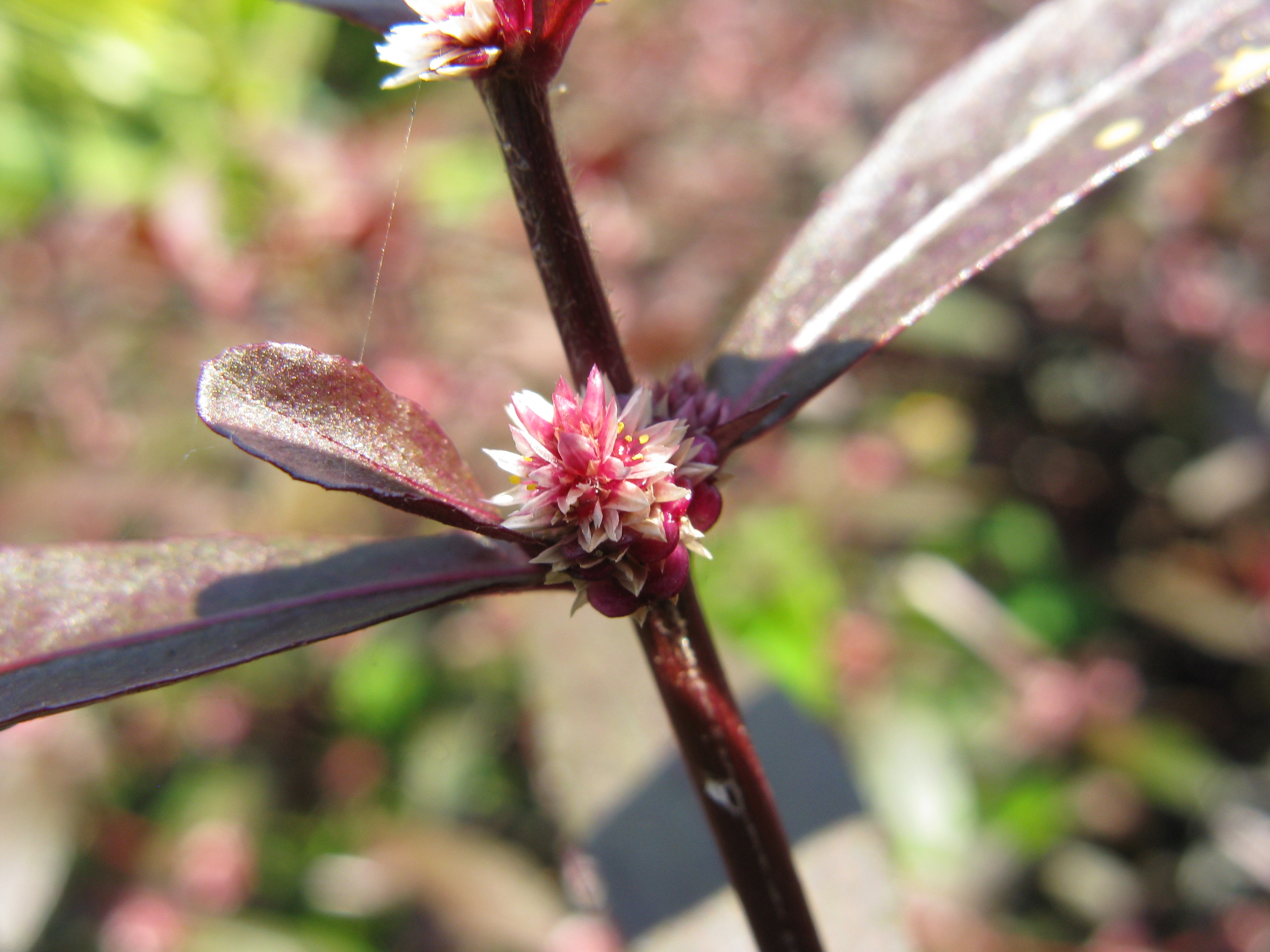
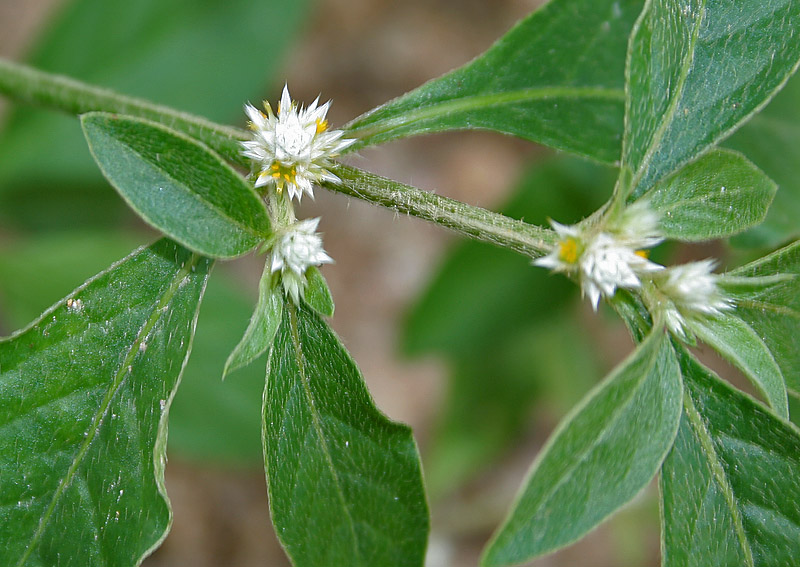
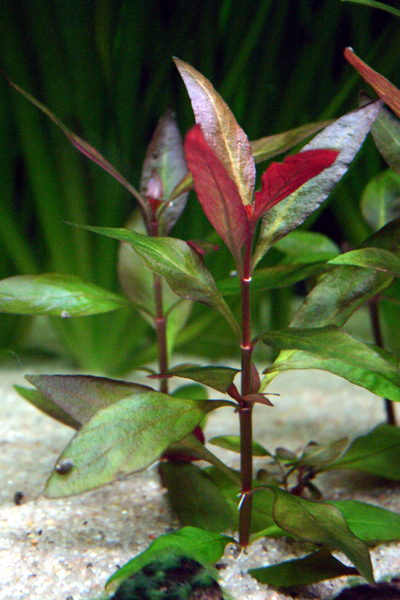

## Dottertaxa till Alternanter, i alfabetisk ordning[1]
- Alternanthera albida
- Alternanthera altacruzensis
- Alternanthera aquatica
- Alternanthera asterophora
- Alternanthera axillaris
- Alternanthera bettzickiana
- Alternanthera boliviana
- Alternanthera brasiliana
- Alternanthera calcicola
- Alternanthera canescens
- Alternanthera caracasana
- Alternanthera cinerella
- Alternanthera crucis
- Alternanthera dentata
- Alternanthera dolichocephala
- Alternanthera echinata
- Alternanthera echinocephala
- Alternanthera elongata
- Alternanthera ficoidea
- Alternanthera flava
- Alternanthera flavescens
- Alternanthera flavicoma
- Alternanthera flavida
- Alternanthera floridana
- Alternanthera flosculosa
- Alternanthera halimifolia
- Alternanthera hirtula
- Alternanthera iresinoides
- Alternanthera laguroides
- Alternanthera lanceolata
- Alternanthera lehmannii
- Alternanthera macbridei
- Alternanthera macrorhiza
- Alternanthera maritima
- Alternanthera markgrafii
- Alternanthera martii
- Alternanthera mexicana
- Alternanthera meyeriana
- Alternanthera micrantha
- Alternanthera microphylla
- Alternanthera nana
- Alternanthera nodifera
- Alternanthera paronychioides
- Alternanthera peploides
- Alternanthera peruviana
- Alternanthera philoxeroides
- Alternanthera piurensis
- Alternanthera porrigens
- Alternanthera praelonga
- Alternanthera procumbens
- Alternanthera pubiflora
- Alternanthera pungens
- Alternanthera pycnantha
- Alternanthera radicata
- Alternanthera ramosissima
- Alternanthera reineckii
- Alternanthera rosea
- Alternanthera rufa
- Alternanthera scandens
- Alternanthera sennii
- Alternanthera sessilis
- Alternanthera spinosa
- Alternanthera suessenguthii
- Alternanthera tenella
- Alternanthera triandra
- Alternanthera tucumana
- Alternanthera vestita